# Johann Georg Neidhardt
Johann Georg Neidhardt (Bierutów, Silèsia, 1680 - Kaliningrad, 1 de gener de 1739) fou un organista, compositor i musicòleg barroc.
Fou mestre de capella en aquella última ciutat i compongué: Die beste und leichteste Temperatur des Monochordi, vermittelst welcher das heutigentags gebräuliche Genus dictonico-chromaticum eingerichtet wird (1706); Sectio canonum harmonici (1724); Gäuzlich erschöpfte mathemtische Abteilung des diatonisch-chromatischen temperierten Canonis Monochordi (1732), etc. A més publicà: Die sieben Busspsalmen...in Deutsche Oden gebracht (1715), i el coral Meinen Jesu loss'ich nicht (1722).